# 永光 (劉渾)
永光（えいこう）は、南北朝時代、宋の時代に武昌王劉渾が使用した元号。元光または允光とも作る。454年7月 - 7月。

## 西暦との対照表
| 永光 | 元年  |
| 西暦 | 454年 |
| 干支 | 甲午  |

## 他元号との対照表
| 鳳凰 | 元年           |
| 宋   | 孝建元年       |
| 北魏 | 興安3 / 興光元 |
| 北涼 | 承平12         |
| 魯爽 | 建平元         |